# サハリン石油開発協力
サハリン石油開発協力（サハリンせきゆかいはつきょうりょく、旧SODECO）は、日ソ共同でサハリン島陸棚の石油・ガスを探鉱・開発するために日本側の遂行会社として1974年に設立された。

## 概要
設立前「サハリン石油開発」の名前で設立しようとしたところ、ソ連側から「事業を遂行するのはソ連であり、日本側はそれに対して協力する立場である。」と横やりが入り、会社名に「協力」が入った。探鉱の結果、オドプト鉱床とチャイウォ鉱床の開発「協力権」を得た。
ソ連崩壊後、融資金を放棄する見返りにダギ・アルクトン鉱床を加えてPS契約を結び、事業を新会社「サハリン石油ガス開発（株）<新SODECO>」に委譲し、2000年に登記を抹消した。